# Coleobonzia smileyi
Coleobonzia smileyi är en spindeldjursart som först beskrevs av Den Heyer 1980.  Coleobonzia smileyi ingår i släktet Coleobonzia och familjen Cunaxidae. Inga underarter finns listade i Catalogue of Life.